# Memoriał Eugeniusza Nazimka 2006
XXIII Memoriał im. Eugeniusza Nazimka – 23. edycja turnieju w celu uczczenia pamięci polskiego żużlowca Eugeniusza Nazimka, który odbył się 22 października 2006. Zwyciężył Rafał Dobrucki.

## Wyniki
- 22 października 2006, Stadion Stali Rzeszów, sędzia Rafał Pokrzywa

| Msc. | Zawodnik                 | Klub                        | Pkt  |                |  |
| ---- | ------------------------ | --------------------------- | ---- | -------------- |  |
| 1    | (5) Rafał Dobrucki       | Unia Leszno                 | 14   | (3,2,3,3,3)    |  |
| 2    | (1) Piotr Protasiewicz   | Budlex-Polonia Bydgoszcz    | 13+3 | (2,3,3,2,3)    |  |
| 3    | (4) Marcin Rempała       | Unia Tarnów                 | 13+2 | (3,2,3,3,2)    |  |
| 4    | (14) Tomasz Chrzanowski  | Marma Polskie Folie Rzeszów | 12   | (3,3,3,3,d)    |  |
| 5    | (3) Dariusz Śledź        | Marma Polskie Folie Rzeszów | 10   | (0,3,2,2,3)    |  |
| 6    | (7) Paweł Miesiąc        | Marma Polskie Folie Rzeszów | 9    | (2,1,2,1,3)    |  |
| 7    | (16) Dawid Stachyra      | Marma Polskie Folie Rzeszów | 9    | (2,3,2,1,1)    |  |
| 8    | (11) Maciej Kuciapa      | Marma Polskie Folie Rzeszów | 8    | (2,2,0,3,1)    |  |
| 9    | (2) Karol Baran          | Marma Polskie Folie Rzeszów | 7    | (1,0,2,2,2)    |  |
| 10   | (15) Zbigniew Suchecki   | ZKŻ Kronopol Zielona Góra   | 6    | (1,0,1,2,2)    |  |
| 11   | (6) Tomasz Rempała       | Marma Polskie Folie Rzeszów | 6    | (1,2,1,d,2)    |  |
| 12   | (10) Zbigniew Czerwiński | RKM Rybnik                  | 5    | (3,1,0,d,1)    |  |
| 13   | (9) Janusz Ślączka       | KSŻ Krosno                  | 2    | (1,1,-,-,-)    |  |
| 14   | (12) Rafał Trojanowski   | KSŻ Krosno                  | 2    | (0,1,d,d,1)    |  |
| 15   | (R1) Marcin Leś          | Marma Polskie Folie Rzeszów | 2    | (1,1,d)        |  |
| 16   | (13) Tomasz Piszcz       | Lotos Gdańsk                | 1    | (0,d,1,0,0)    |  |
| 17   | (R2) Krzysztof Szyszka   | Marma Polskie Folie Rzeszów | 1    | (1,o)          |  |
| 16   | (8) Andriej Karpow       | Marma Polskie Folie Rzeszów | 0    | (0,0,w/su,-,-) |  |

Bieg po biegu

do uzupełnienia